# Bujela
Bujela ist ein Verwaltungsbezirk (Ward) des Distrikts Rungwe in der tansanischen Region Mbeya.

## Geografie
Bujela ist ein Bezirk im Südwesten von Tansania, etwa zehn Kilometer südlich der Distrikthauptstadt Tukuyu. Die Fläche des Bezirks beträgt 34,7 Quadratkilometer und bei der Volkszählung 2022 lebten hier 4515 Menschen in 1273 Haushalten.

## Gliederung
Der Bezirk besteht aus fünf Gemeinden (Mtaa) mit 16 Orten (Kitongoji):
| Mpombo - Mpombo - Salima | Kyambambembe - Makina - Makuyu | Nsongola - Nsongola - Nkuyu - Lupila - Kilange | Bujela - Bujela - Ntuso - Bujege - Busyala | Segela - Segela - Katonya - Ipyana - Ipyana |

## Wirtschaft und Infrastruktur
- Bildung: Die Bujela Secondary School und die Mwaji Secondary School sind weiterführende Schule für Knaben und Mädchen bis zur 4. Stufe.[6][7]
- Gesundheit: Im Bezirk befinden sich drei staatliche Apotheken, je eine in den Orten Bujela,[8] Mpombo[9] und Segela.[10]